# Scaptodrosophila dibi
Scaptodrosophila dibi är en tvåvingeart som först beskrevs av Burla 1954.  Scaptodrosophila dibi ingår i släktet Scaptodrosophila och familjen daggflugor. Inga underarter finns listade i Catalogue of Life.